# 約翰森山
約翰森山（英語：Mount Johansen）是南極洲的山峰，位於麥克羅伯特森地，處於懷特山中南部，海拔高度1,555米，屬於查爾斯王子山脈中阿拉米斯山脈的一部分，澳大利亞探險隊踏足該山峰，現時由南極條約體系管理。